# 糙鮋
糙鮋，為輻鰭魚綱鮋形目鮋亞目鮋科鮋屬的其中一種，為亞熱帶海水魚，分布於澳洲海域，為特有種，體長可達40公分，棲息在沿岸礁石底層水域，生活習性不明。